# Marxes per la Llibertat
Les Marxes per la Llibertat foren sis marxes a peu organitzades a Catalunya del 16 al 18 d'octubre de 2019 com a reacció a la sentència del judici al procés independentista català, enmig d'un ambient festiu i reivindicatiu. Cinc d'elles foren organitzades per l'Assemblea Nacional Catalana (ANC) i Òmnium Cultural i, finalment, se n'hi afegí una de més, organitzada alternativament pels Comitès de Defensa de la República (CDR). Les marxes s'inspiraren en les reivindicacions pacífiques exitoses del passat, com ara la marxa pel treball i la llibertat fins a Washington DC, de Martin Luther King, o la Marxa de la Sal, de Mohandas Gandhi.

## Recorregut

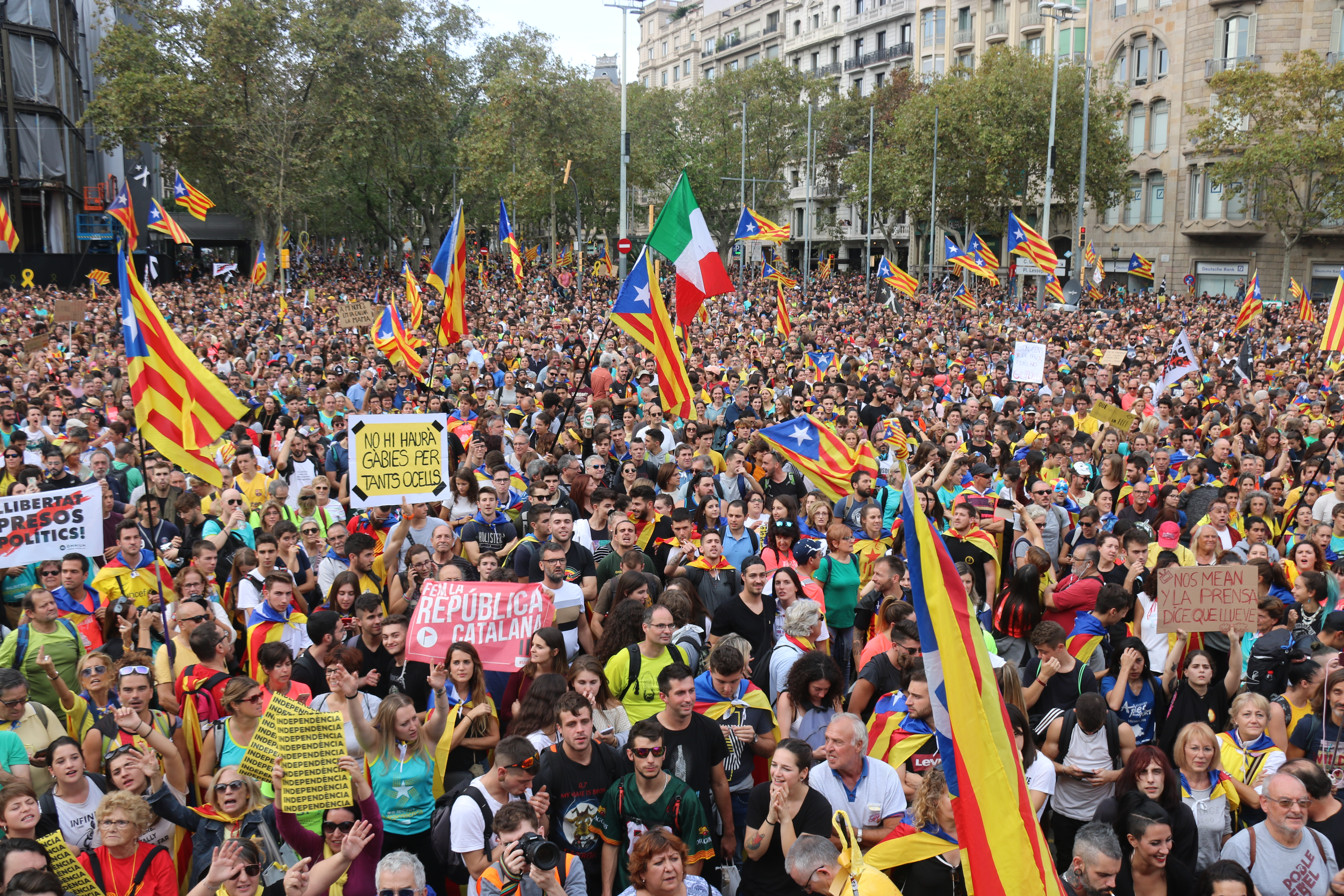
Manifestants a la confluència del Passeig de Gràcia amb l'Avinguda Diagonal, a l'arribada a Barcelona de les Marxes per la llibertat.

El dimecres 16 d'octubre cinc columnes sortiren simultàniament de diversos punts del territori (Berga, Girona, Tarragona, Tàrrega i Vic). El divendres 18 d'octubre, però, s'hi afegí una d'independent, des de Castelldefels, organitzada pels CDR.
El dijous 17 d'octubre, al final de la segona etapa, de les cinc columnes oficials es passà a tres. Les de Vic i Berga s'ajuntaren a Sant Quirze del Vallès, i les de Tàrrega i Tarragona ho feren a Martorell, mentre que la de Girona es mantingué constant al seu pas per la comarca del Maresme. El divendres 18 d'octubre, les diferents marxes confluïren a Barcelona en una manifestació de mig milió de persones coincidint amb la vaga general catalana d'octubre de 2019, emmarcada com un acte més de les Protestes contra la sentència del judici de l'1-O.

## Estructura

### Columna Girona
La columna Girona va sortir el dimecres 16 d'octubre de Girona, passant per Sils i finalitzant a Malgrat de Mar. El dijous 17 va sortir de Malgrat, passant per Arenys de Mar i arribant a Premià de Mar, des d'on sortí el 18 d'octubre cap a Barcelona, iniciant el recorregut a les 8:30 h i acabant-lo vora les 13:30 h als Jardinets de Gràcia. Aquesta marxa, que es recorregué al llarg de la carretera N-2, comptà a l'inici de la segona etapa, a Malgrat de Mar, amb una assistència estimada d'unes 2.800 persones, segons Ràdio Arenys.
Fou en aquesta marxa on es registrà un dels incidents més destacables quan, al seu pas pel barri de Sant Roc de Badalona, una quinzena d'unionistes llançaren, indiscriminadament, pedres contra la gent que hi assistia. En els fets succeïts sorprèn la presència d'un cotxe patrulla dels Mossos d'Esquadra que travessa la carretera sense intervenir en els agressors. Diversos manifestants patiren ferides, però tots ells pogueren continuar la marxa i les seves vides no van córrer perill.

### Columna Vic
La columna Vic va sortir el dimecres 16 d'octubre de Vic, passant per Centelles i finalitzant a la Garriga. El dijous 17 va sortir de la Garriga, passant per Parets del Vallès i arribant a Sant Quirze del Vallès, des d'on sortí el 18 d'octubre cap a Barcelona.

### Columna Berga
La columna Berga va sortir el dimecres 16 d'octubre de Berga, passant per Navàs i finalitzant a Manresa. El dijous 17 va sortir de Manresa, passant per Vacarisses i arribant a Sant Quirze del Vallès, des d'on sortí el 18 d'octubre cap a Barcelona. Cada participant d'aquesta marxa caminà cada dia unes 14 hores aproximadament, realitzant un recorregut total d'uns 80 quilòmetres.

### Columna Tàrrega
La columna Tàrrega va sortir el dimecres 16 d'octubre de Tàrrega, passant per la Panadella i finalitzant a Igualada. El dijous 17 va sortir d'Igualada, passant pel Bruc i arribant a Martorell, des d'on sortí el 18 d'octubre cap a Barcelona, iniciant el recorregut a les 7:15 h i acabant-lo vora les 15 h amb un dinar popular a la Ciutat Comtal.

### Columna Tarragona
La columna Tarragona va sortir el dimecres 16 d'octubre de Tarragona, passant pel Vendrell i finalitzant a Vilafranca del Penedès. El dijous 17 va sortir d'Igualada, passant per Sant Sadurní d'Anoia i arribant a Martorell, des d'on sortí el 18 d'octubre cap a Barcelona.

### Columna dels CDR
La columna dels CDR va sortir de Castelldefels el 18 d'octubre cap a Barcelona.

## Participació
No hi ha dades de participació per part d'ANC o d'Òmnium. La Guàrdia Urbana de Barcelona va estimar que hi havia 525.000 persones al final de les marxes (a Barcelona).